# Roding Valley (metropolitana di Londra)
Roding Valley è una stazione della linea Central della metropolitana di Londra.
A oggi, Roding Valley è la stazione meno usata dell'intera rete metropolitana londinese.

## Storia
Nel 1903 la Great Eastern Railway ha poggiato i binari attraverso Roding Valley a partire da Woodford (dove il ramo di Hainault si stacca dal ramo di Epping) per attraversare il fiume Roding su un viadotto verso Chigwell.. Nel punto in cui oggi sorge la stazione ha costruito un punto di arresto del treno denominato Roding Valley Halt. Poco più a Nord si trova la stazione di Woodford.
La stazione di Roding Valley ė stata aperta nel febbraio del 1936 dalla London & North Eastern Railway (LNER), passando in seguito alla London Underground nel 1948, anno in cui è cominciato il servizio della linea Central.

La stazione è stata rinnovata in anni recenti, con la conclusione dei lavori nel 2006.

## Interscambi
Nelle vicinanze della stazione effetta fermata una linea automobilistica, gestita da London Buses.
- Fermata autobus

## Galleria d'immagini

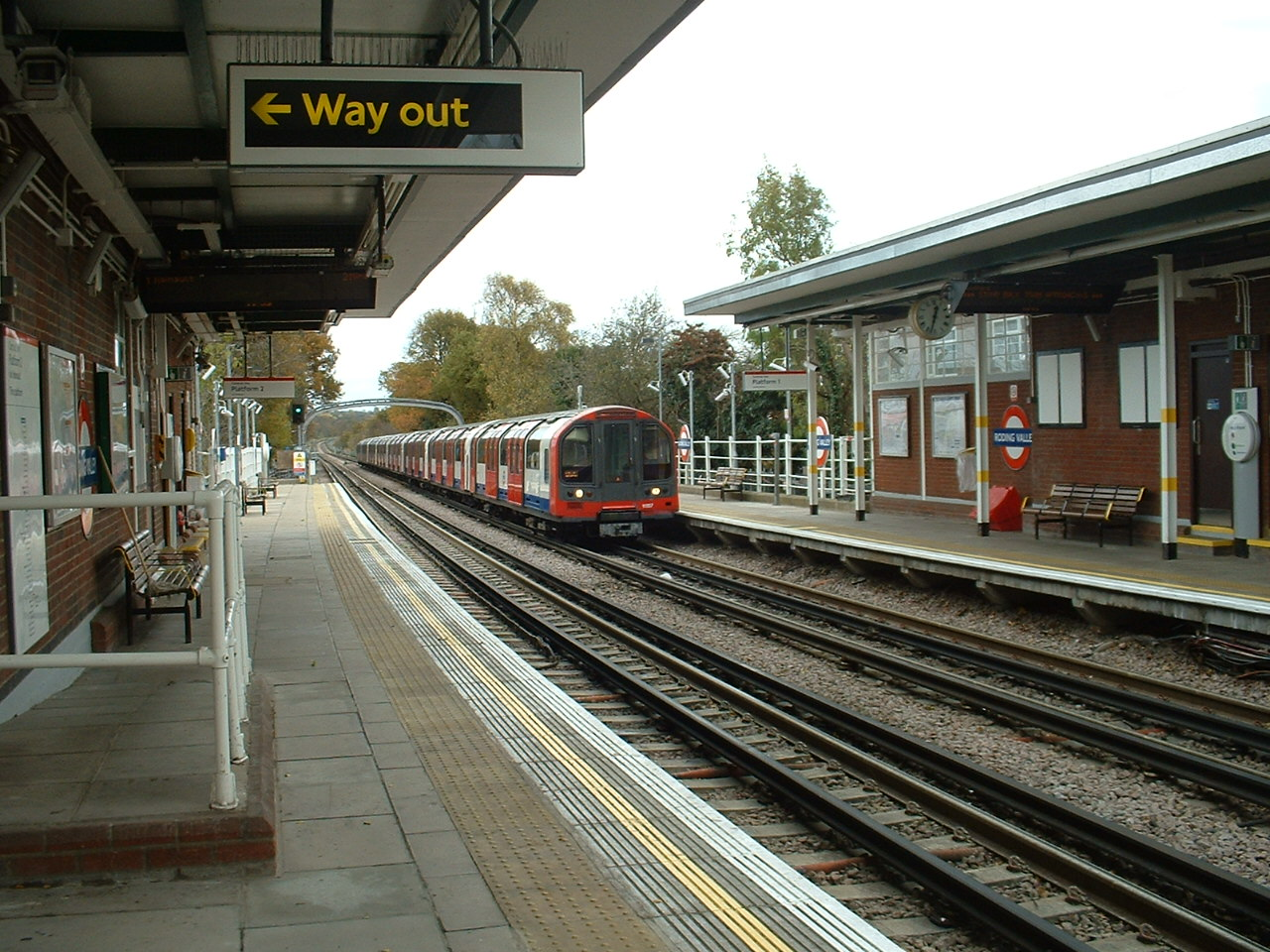
Il binario est
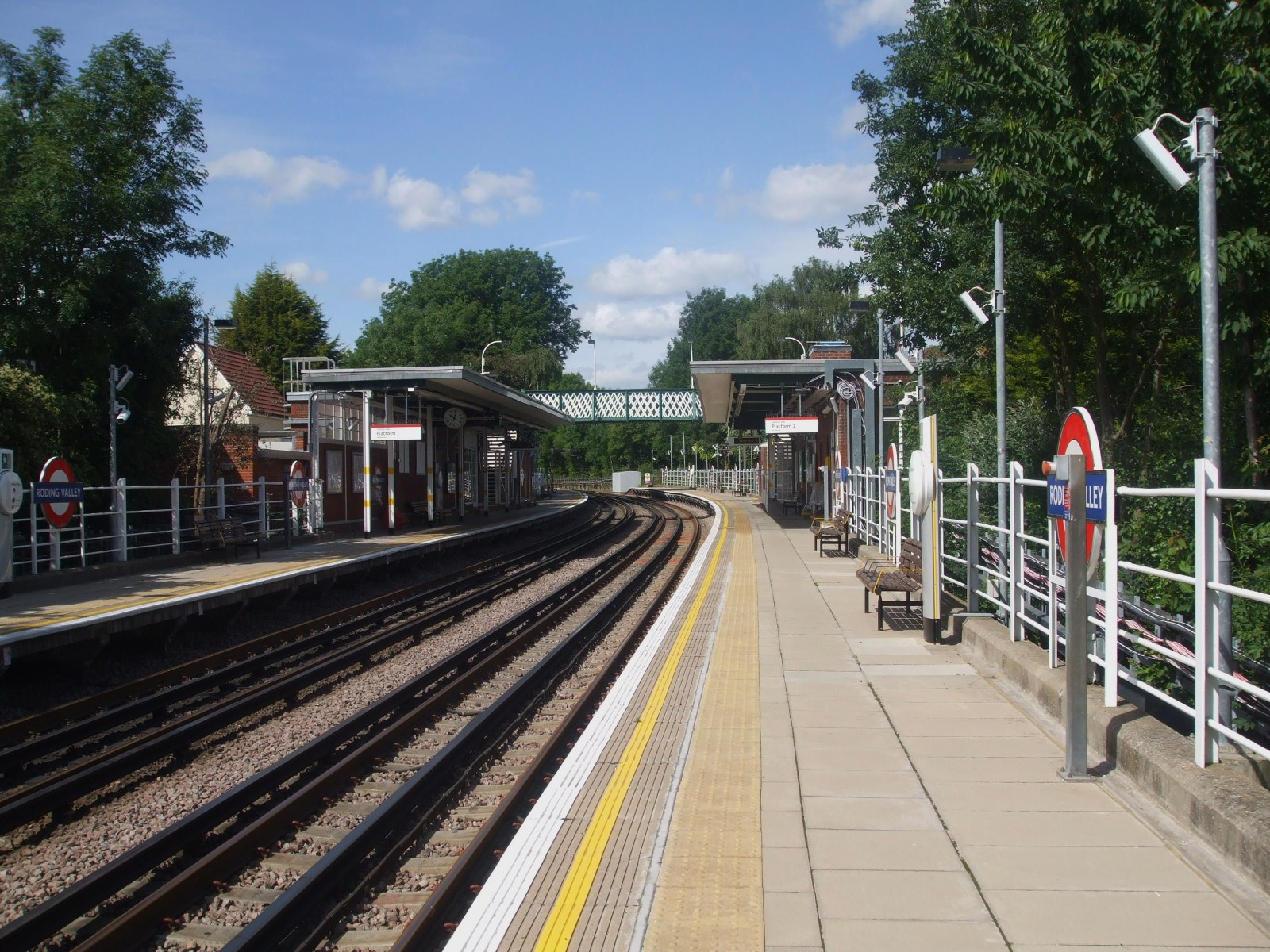
Il binario ovest
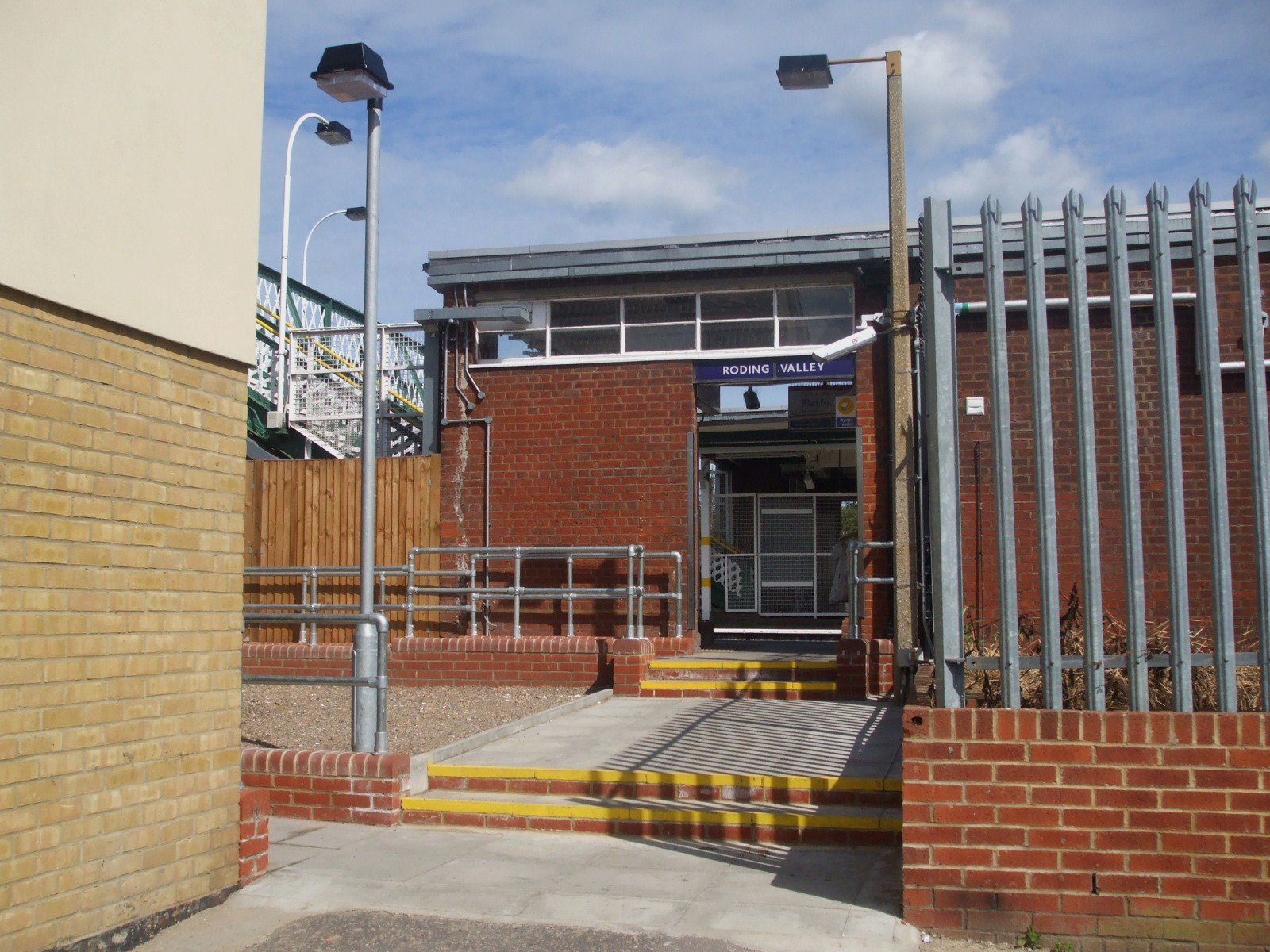
La stazione, lato sud
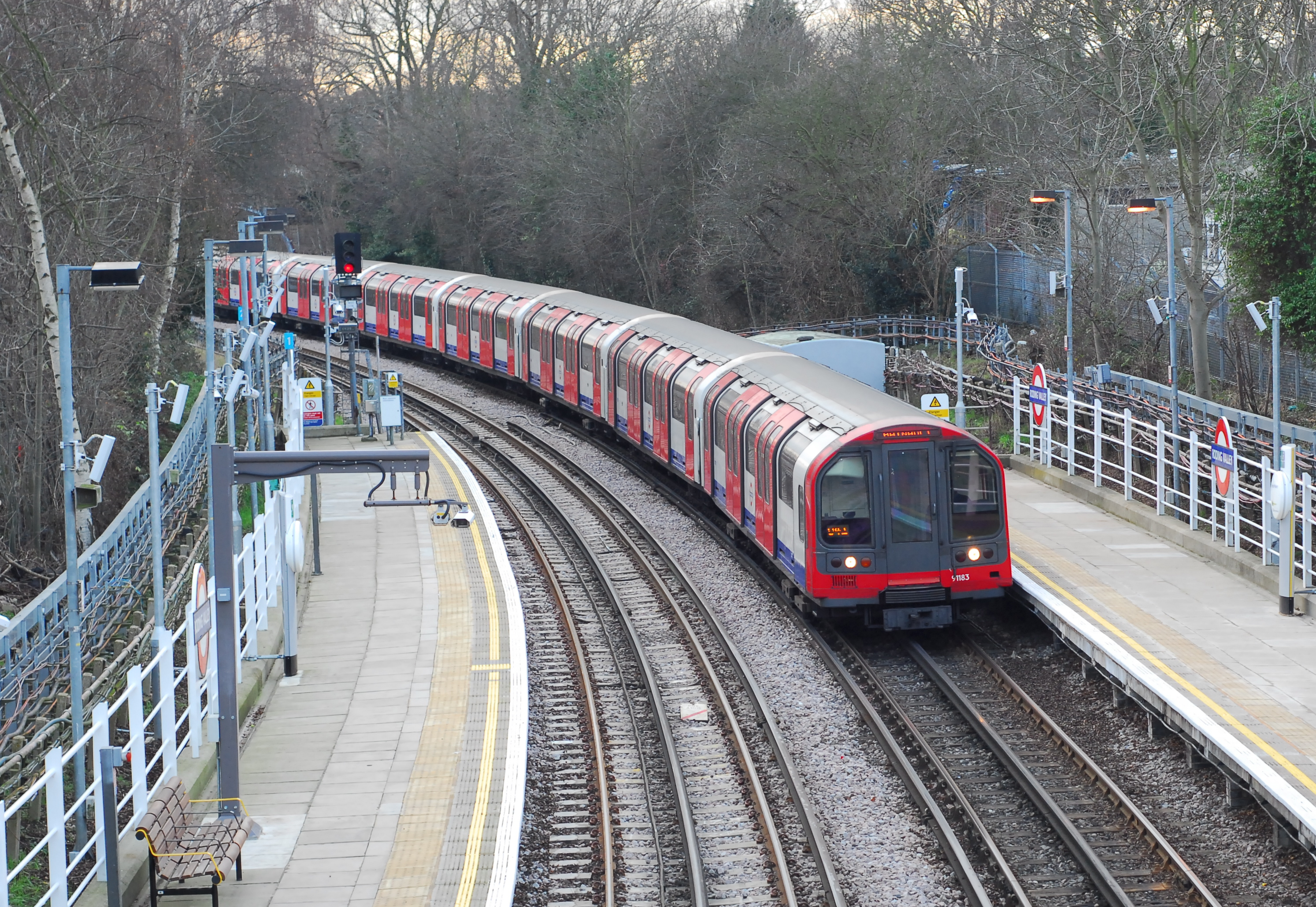
Treno in arrivo diretto verso Hainault